# Filiação à igreja

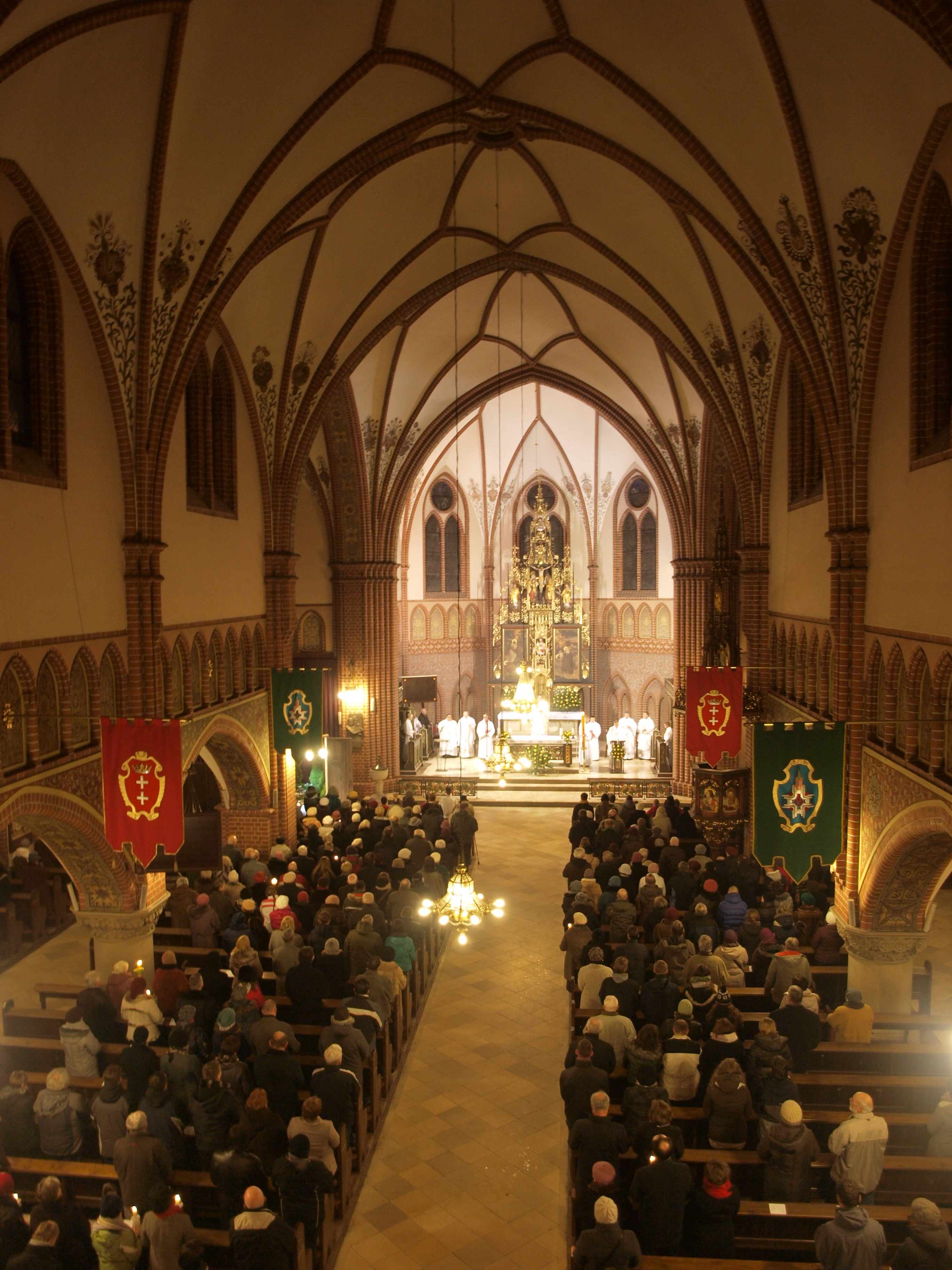
Em muitas tradições litúrgicas do cristianismo (como o catolicismo, o luteranismo e o anglicanismo), os catecúmenos são recebidos como membros da igreja durante a Vigília Pascal.

A filiação à igreja, no cristianismo, é o estado de pertencer a uma congregação de igreja local, que na maioria dos casos, simultaneamente torna alguém um membro de uma denominação cristã e da Igreja Cristã universal. Teólogos cristãos ensinaram que a filiação à igreja é ordenada na Bíblia. O processo de se tornar um membro da igreja varia de acordo com a denominação cristã. Aqueles que se preparam para se tornarem membros plenos de uma igreja são conhecidos como catecúmenos, candidatos ou estagiários, dependendo da denominação cristã e do status sacramental do indivíduo.